# Lucretia Muringen
Lucretia Muringen, artiestennaam LUCA, is een Surinaams zangeres en songwriter. Ze zong voor diverse bands, waaronder South South West en Fra Fra Sound, en treedt ook solo op.

## Biografie
Lucretia Muringen komt uit een muzikaal gezin. Haar vader was de kapelmeester en arrangeur Eddy Muringen. Ook haar zes broers zijn muzikaal, onder wie Walter en Cherwin. Haar dochter Geneev is eveneens zangeres en songwriter en bracht in 2020 haar debuutsingle uit.
Op jonge leeftijd stond ze op het podium met haar vader en broers onder de naam The Youth of Today. Daarna maakte ze deel uit van bands als TMT en South South West. Ook deed ze als songwriter enkele keren mee aan het festival SuriPop. Ze zingt onder meer in de stijlen pop, gospel, rhythm-and-blues en merengue.
Ze vervolgde haar carrière een tijd in Nederland, waar ze zich voegde bij de band die haar broers hadden opgericht, M-Vibes. Vervolgens zong ze nog voor Fra Fra Sound en Kaseko Revisited. Daarnaast zingt ze solo onder haar eigen naam of artiestennaam LUCA. In 2017 zong ze met Bryan Muntslag in het gelegenheidsorkest SuCollective tijdens de verjaardag van koning Willem-Alexander in Tilburg.